# پشت‌سپری‌های دروغین
پشت‌سپری‌های دروغین (نام علمی: Acilacris) نام یک سرده از تیره جیرجیرک‌های بیشه است.